# Виньерон, Луи

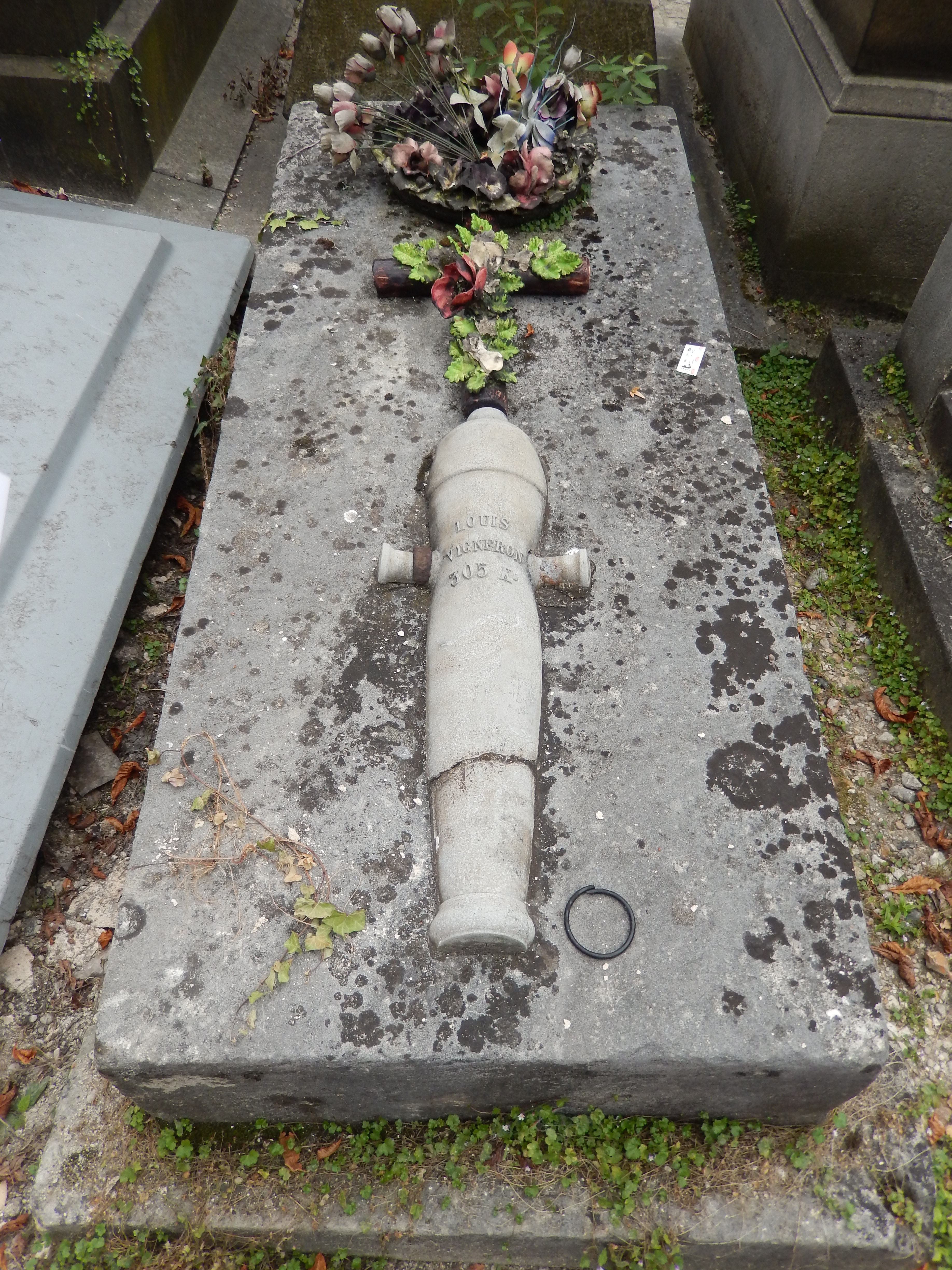
Могила Луи Виньерона на кладбище Пер-Лашез (62-й участок)

Луи-Жуль Виньерон (фр. Louis-Jules Vigneron; 10 апреля 1827, Париж — 11 августа 1871) — французский боксёр (саватёр).

## Биография
Луи был учеником Герино и принимал участие в соревнованиях, которые устраивал Мишель Лекур и другие.
Известность он получил, когда победил в поединке «Упрямого» Рамбо, ученика знаменитого тренера Луи Лебуше, многократного победителя чемпионатов по боксу.
Также он победил Арпена «Ужасного», который отчаянно, но безуспешно, атаковал Луи экстравагантными прыжками. Виньерон спокойно останавливал его ударом ноги в грудь или в лицо, и четырежды сбрасывал Арпена с площадки. Тот взбирался обратно, но снова скатывался вниз. После этого боя, который состоялся в 1850 году, Луи стал чемпионом.
Так же он дрался с неким Мирабо, сутенёром из парижского пригорода Бельвиля, который держал в страхе всё предместье, за право открыть там свой зал. Мирабо до встречи с Виньероном не знал поражений, ведь он мог наносить такие сильные удары, что его кулаки называли железными. Однако победить Луи ему не удалось, и он, выбившись из сил, сдался, разрешив Виньерону преподавать французский бокс в Бельвиле.
В 1854 году английский боксёр Диксон, наслышанный о непобедимом бойце Луи Виньероне, бросил ему вызов. Он пообещал нокаутировать оппонента меньше чем за три минуты, рассчитывая на то, что удары руками удавались Луи намного хуже, чем ногами. В бою Луи сразу показал своё превосходство и несокрушимость, Диксон потерпел полное поражение. Об этом поединке написал один неизвестный поэт так «…Он атакует в исступлении, нога его вонзается то в бок, то в лоб, быстрая сильная нога парализует размахи опытного кулака…». Достойных противников, способных противостоять Луи Виньерону, были единицы. Один из них английский боксер Канингхэм, он мог кулаками опережать ноги французского боксёра и даже четыре раза за время матча отправлял Виньерона в нокдаун, но нокаутировать Луи, английский боксер оказался не в силах. Ещё один соперник, который был учеником Луи Виньерона с 1861 года и спаринг-партнёром, Жозеф Шарлемон, сумел драться с ним на равных. Луи Виньерон обладал силой подобной Гераклу или Самсону, быстрой реакцией и гибкостью. Он выступал в цирке и на ярмарках с силовыми трюками (это было одно из его увлечений, кроме бокса).
Одним из его трюков назывался «распростёртые руки», когда он в течение пяти минут держал на горизонтально вытянутых в стороны руках две гири, каждая была весом 25 килограмм.
Его называли «человек-пушка», потому что он, выходя на арену, выносил на плечах заряженную пушку весом более 300 килограмм и стрелял из неё настоящим ядром. 11 августа 1871 года во время представления Виньерон споткнулся и потерял равновесие, и казенная часть ствола силой отдачи размозжила ему голову.